# Hospital i església de Sant Andreu
L'Hospital i església de Sant Andreu és un conjunt d'edificis construïts, en diferents etapes i estils arquitectònics, entre els segles XIII i XX, a la ciutat de Manresa (Bages), protegidat com a bé cultural d'interès local.

## Descripció

### Hospital
L'hospital és una construcció d'estil renaixentista amb ampliacions posteriors historicistes. Està format per un conjunt d'edificis, resultat de les ampliacions efectuades en les diverses èpoques (s.XVI-XX). Està situat entre els carrers de l'Hospital i del Remei de Dalt, i la plaça de l'Hospital, en un raval d'origen medieval.
La part més antiga, mitgera amb l'església, correspon a l'actual residència de monges. A la planta baixa resta un arc gòtic original i d'altres reconstruïts. A la planta del pis apareixen finestrals renaixentistes. A principis del s.XX s'afegí un pis seguint la mateixa composició de la façana. També en aquesta època s'amplia l'hospital en altres cossos d'edificis de gust modernista-historicista, amb obertures de model renaixentista en les que predomina l'eix vertical, de doble fulla, emmarcades en els laterals per columnes primes coronades amb petits capitels treballats d'on arrenca la resta de decoració, amb ondulacions creixents en el centre que conclouen en una motllura. El material utilitzat és pedra sorrenca. Aquesta ampliació de 1893 a 1908 va estar dissenyada per l'arquitecte Ignasi Oms i Ponsa.
Destaquen les finestres renaixentistes de l'hospital. És una obertura amb predomini de l'eix vertical, de doble fulla, emmarcada en els laterals per dues columnes primes d'ordre complet i coronades amb petits capitells treballats d'on arranca la resta de decoració que cobreix la part superior del vano, amb ondulacions creixents en el centre i que conclouen en una motllura. El material utilitzat és pedra sorrenca. Ocupen tot el primer pis de la façana que dona a la Plaça de l'Hospital i una part de la façana del carrer de Sant Andreu.
Un dels elements a destacar és la sala gòtica, que ha sobreviscut a guerres i destruccions i que reflecteix les línies més autòctones del gòtic català i mediterrani.

### Església
L'església obeeix a un ordre barroc classicista molt senzill. Està formada per una nau, amb volta de canó i arcs torals sobre pilastres, resultat d'una ampliació en longitud i alçada. La façana principal té un portal clàssic format per columnes i frontó corb, amb un rosetó al damunt. Dues torres simètriques de planta quadrada al cim la flanquegen. Entre les torres hi ha una estàtua de Sant Andreu de l'escultor Joan Pueyo.
Les imatges i la decoració dels altars son de la segona meitat de segle xx, ja que durant el mes de juliol de 1936 es van cremar els altars i objectes de culte.

## Història
A l'edat mitjana i fins ben entrat el segle xx, ha estat el principal centre assistencial i mèdic de Manresa.
Durant els primers segles la seva funció, com els altres hospitals, era com a lloc d'acollida de pobres de la ciutat i de persones sense casa que estaven afectades per malalties que es consideraven infeccioses. Per aquest motiu solien estar als afores de la ciutat, fora de les muralles. L'hospital estava situat al costat del camí ral de Manresa capa a Berga i Vic.
Pel que fa a l'origen de l'hospital, des del s.XIII existia una "Domus Infirmorum". El s.XVI hi hagué ampliacions i reformes renaixentistes. La primera dècada del segle XX s'amplià en un pis amb estil historicista.
Pel que fa a l'Església, l'origen és del 1300. Fou construïda adossada a l'hospital, sota el patrocini del Mercader manresà Pere Salvatge. El 1792 es va fer la construcció de la nova església sota protecció de la família Amigan. L'església es va beneir el 1975.
Un període d'excepció en la història de l'Hospital va estar durant la Guerra Civil, en què va canviar de nom i de funcions. S'anomenaria Hospital Militar Base i esdevindria un servei de cirurgia i d'assistència immediata als ferits.